# Pont de Marne de Châlons-en-Champagne
Le Pont de Marne ou Grand-Pont de Marne est situé à Châlons-en-Champagne, il passe au-dessus de la Marne.
Le pont actuel a été inauguré par Jules Moch, ministre des Travaux publics et des Transports, le 18 avril 1947.

## Historique
Il y a déjà au XVIe siècle un ouvrage sur ce bras de la Marne. Celui-ci, probablement en bois, sépare le Grand-Bourg du Petit-Bourg. A l’extrémité de ce pont, on trouve une tour, un pont-levis ainsi qu’un petit bâtiment avancé. Il est appelé pont des Mathurins, pont de la Trinité ou encore pont des Ministres. Ces appellations lui viennent de sa proximité avec le couvent des Mathurins de l’ordre des Trinitaires.

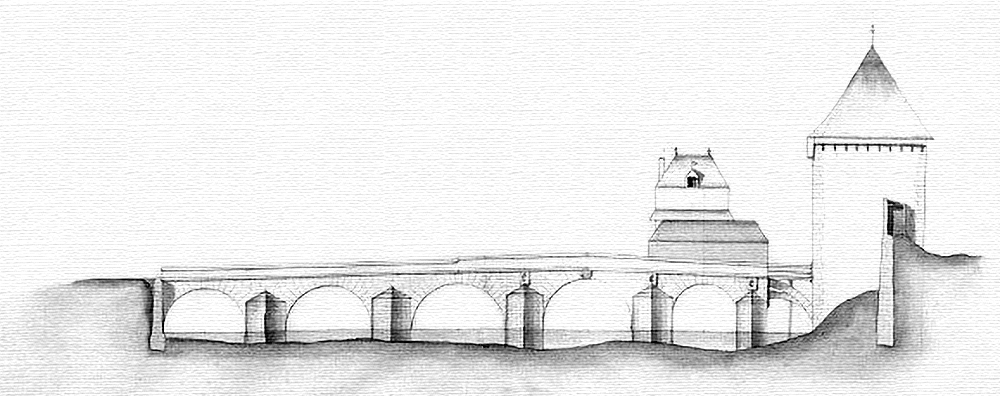
Croquis du pont des Mathurins

Après son effondrement et dans le cadre de son projet de modernisation de la ville, l’intendant Rouillé d’Orfeuil entreprend de le faire reconstruire en pierre, en 1776. L’ingénieur Jean-Baptiste Bochet de Coluel est chargé du projet du Grand-Pont de Marne et érige ce nouvel ouvrage légèrement en aval de l’ancienne construction pour l’aligner avec la nouvelle rue de Marne.
Il porte, au début du XIXe siècle, un arc de triomphe en l’honneur de Napoléon. Celui-ci est détruit en 1814.
Réparé en 1817, il est détruit le 12 juin 1940 par les Français pour ralentir l’avancée de l’armée allemande. Ces derniers mettent en place un pont provisoire, avant de le reconstruire en 1943. Dans une nuit précédant la libération de Châlons en août 1944, le pont est de nouveau détruit et laisse place à un pont en béton érigé trois ans plus tard.

## Galerie de photographies

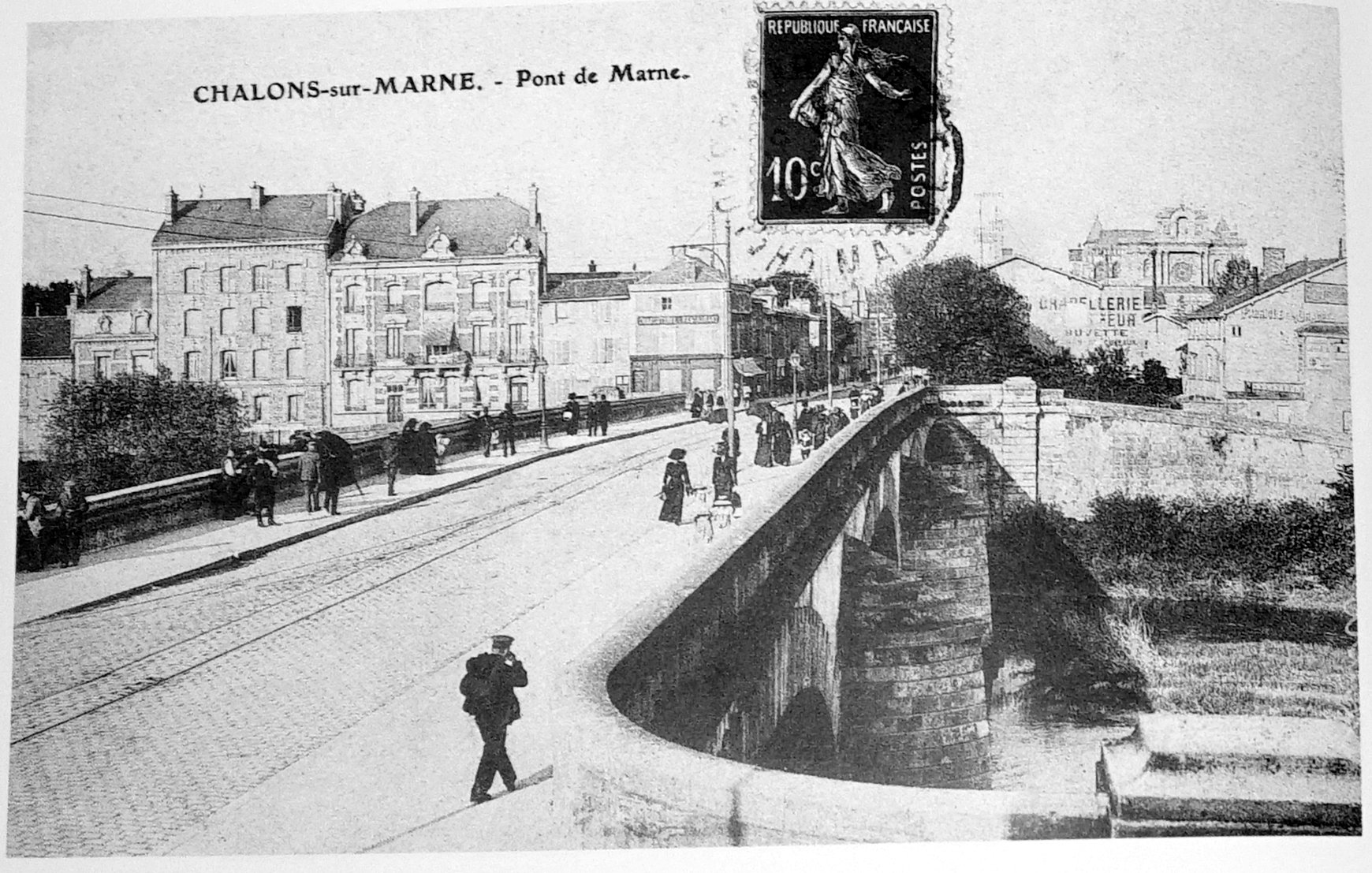
Carte postale du pont de Marne
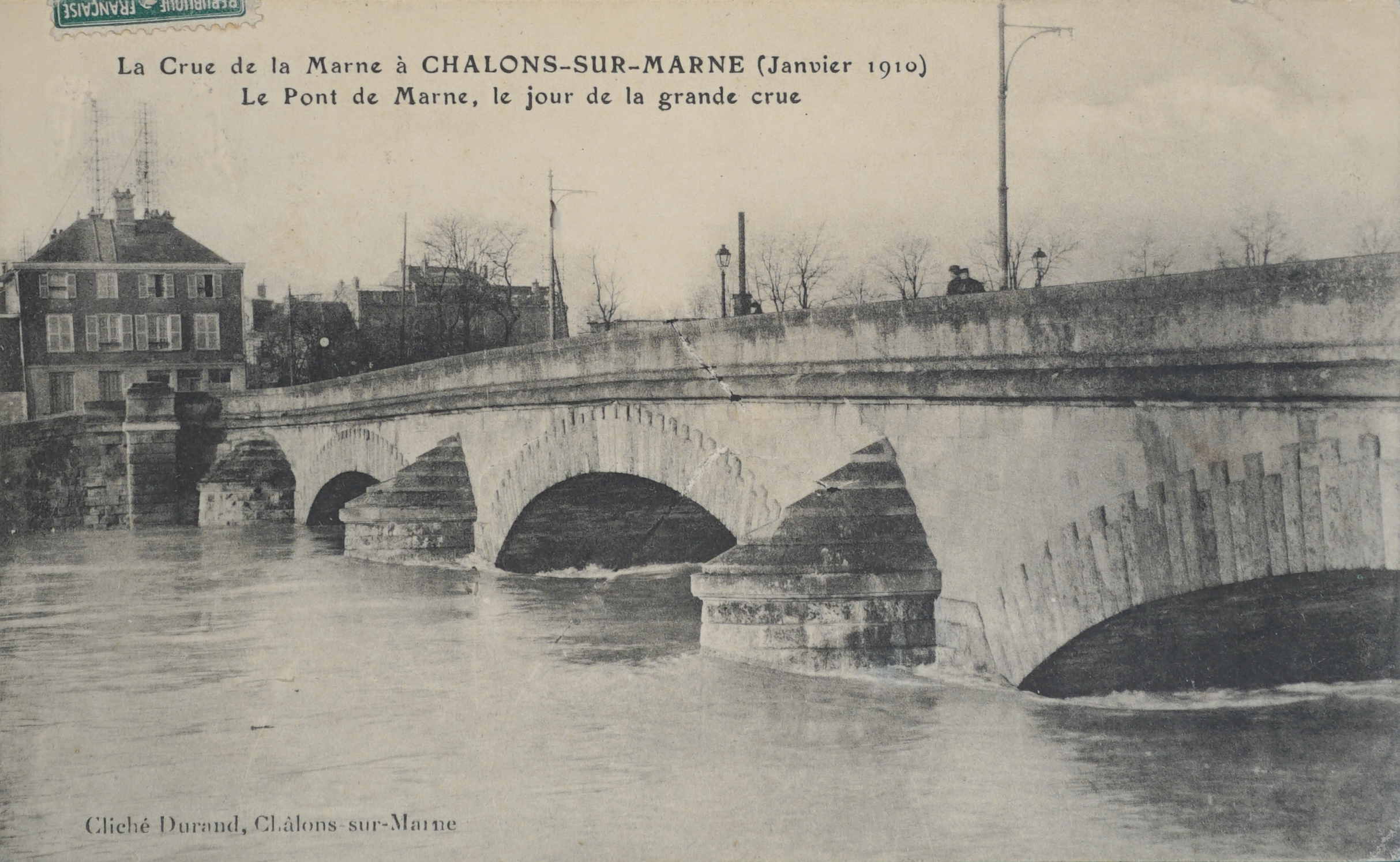
Crues de janvier 1910